# 宜都郡
宜都郡（ぎと-ぐん）は、中国にかつて存在した郡。後漢末から隋初にかけて、現在の湖北省宜昌市一帯に設置された。

## 概要
208年（建安13年）、曹操が荊州を平定すると、南郡の枝江県以西を分割して臨江郡を置いた。210年（建安15年）、劉備が臨江郡を宜都郡と改称した。劉備は張飛を宜都太守に任じた。219年（建安24年）、孫権配下の陸遜が宜都郡を奪った。221年、関羽の主簿だった廖化は呉を逃亡し、呉征伐のため出兵した劉備と出会って宜都太守に任じられた。260年（永安3年）、呉が宜都郡を分割して、建平郡を置いた。呉では王岐や虞忠を宜都太守に任じた。
晋のとき、宜都郡は夷陵・夷道・佷山の3県を管轄した。
南朝宋のとき、宜都郡は夷道・佷山・宜昌・夷陵の4県を管轄した。
南朝斉のとき、宜都郡は夷道・佷山・夷陵・宜昌の4県を管轄した。
南朝梁のとき、宜州が立てられ、宜都郡は宜州に属した。
西魏のとき、拓州が立てられ、宜都郡は拓州に転属した。
北周のとき、硤州が立てられ、宜都郡は硤州に転属した。
583年（開皇3年）、隋が郡制を廃すると、宜都郡は廃止されて、硤州に編入された。607年（大業3年）に州が廃止されて郡が置かれると、硤州は夷陵郡と改称された。